# A Besta Humana
Brasil: A Fera Humana / Portugal: A Besta Humana (La Bête humaine, no original em francês) é um livro de Émile Zola publicado pela primeira vez em 1890.